# Заха, Павел
Павел Заха (чеш. Pavel Zacha; 6 апреля 1997, Брно) — чешский профессиональный хоккеист. Участник драфта НХЛ 2015 года, был выбран в 1-м раунде под общим 6-м номером командой «Нью-Джерси Девилз». Центральный нападающий клуба НХЛ «Бостон Брюинз». Чемпион мира 2024 года.

## Карьера
Дебютировал Павел в Чешской экстралиге по ходу сезона 2013/2014 за команду «Били Тигржи».
Заха был выбран на драфте ОХЛ для европейских игроков в 2014 году под первым номером командой «Сарния Стинг».
11 августа 2015 года Заха подписал трехлетний контракт новичка с клубом НХЛ «Нью-Джерси Девилз», выбравшей его на драфте НХЛ 2015 года в 1-м раунде под общим 6-м номером. 9 апреля 2016 года Павел дебютировал в НХЛ против команды «Торонто Мэйпл Лифс», записав в матче на свой счет 2 голевых передачи. 3 ноября 2016 года Заха забил свой первый гол в НХЛ команде «Флорида Пантерз».
10 сентября 2019 года продлил контракт с «Девилз» на три года.
13 июля 2022 года в качестве свободного агента был обменян в «Бостон Брюинз». 14 января 2023 года подписал с «Брюинз» новый четырёхлетний контракт.
В 1/4 финала чемпионата мира 2024 года в Чехии принёс сборной победы над командой США, забросив во втором периоде единственную шайбу в матче (1:0).

## Достижения
- Серебряный призёр чемпионата мира серди юниоров 2014
- Чемпион мира 2024